# На крилах пісні (фільм)
«На крилах пісні» — радянський телефільм 1973 року, знятий режисерами Тофіком Мамедов і Кямілем Рустамбековим на кіностудії «Азербайджанфільм».

## Сюжет
Телефільм-концерт.

## У ролях
- Вагіф Мустафа-заде — головна роль
- Полад Бюль-Бюль огли — головна роль
- Ільхама Кулієва — головна роль
- Флора Керімова — роль другого плану
- Джаван Зейналли — роль другого плану
- Октай Агаєв — роль другого плану

## Знімальна група
- Режисери — Тофік Мамедов, Кяміль Рустамбеков
- Сценаристи — Расім Ісмайлов, Кяміль Рустамбеков
- Оператор — Расім Ісмайлов
- Художник — Надір Зейналов